# Pretzien
Pretzien a fost o comună în landul Saxonia-Anhalt, Germania. Din 2009 face parte din orașul Schönebeck.